# Álvaro Sanz
Álvaro Sanz Catalán (Caspe, Zaragoza, 14 de febrero de 2001) es un futbolista español que juega como centrocampista en el Al-Shahaniya S. C. de la Liga de fútbol de Catar.

## Trayectoria
Tras su paso por las categorías inferiores del Real Zaragoza, se marchó al fútbol base del F. C. Barcelona en 2015 para jugar en el Cadete "B".
Debutó con el primer equipo el 2 de enero de 2022 tras múltiples bajas en el conjunto catalán, entrando como suplente en una victoria por 0-1 frente al R. C. D. Mallorca en la Primera División de España.
El 20 de enero de 2023 fue anunciado su traspaso al C. D. Mirandés, entonces equipo de Segunda División, quedando el F. C. Barcelona con el 45% de los derechos del jugador. En temporada y media disputó 56 partidos en la categoría y en julio de 2024 se marchó al Racing Club de Ferrol. En su primer año el equipo descendió, por lo que quedó libre y fichó por el Al-Shahaniya S. C. catarí.

## Estadísticas

### Clubes
Actualizado al último partido disputado el 31 de mayo de 2025.
| Club                             | Div.          | Temporada     | Liga  | Liga  | Copas nacionales | Copas nacionales | Copas internacionales | Copas internacionales | Total | Total |
| Club                             | Div.          | Temporada     | Part. | Goles | Part.            | Goles            | Part.                 | Goles                 | Part. | Goles |
| -------------------------------- | ------------- | ------------- | ----- | ----- | ---------------- | ---------------- | --------------------- | --------------------- | ----- | ----- |
| F. C. Barcelona "B" · España     | 2.ª B         | 2020-21       | 16    | 0     | ―                | ―                | ―                     | ―                     | 16    | 0     |
| F. C. Barcelona "B" · España     | 1.ª F         | 2021-22       | 31    | 1     | ―                | ―                | ―                     | ―                     | 31    | 1     |
| F. C. Barcelona · España         | 1.ª           | 2021-22       | 2     | 0     | 1                | 0                | 0                     | 0                     | 3     | 0     |
| F. C. Barcelona · España         | 1.ª           | 2022-23       | 0     | 0     | 0                | 0                | 1                     | 0                     | 1     | 0     |
| F. C. Barcelona · España         | Total club    | Total club    | 2     | 0     | 1                | 0                | 1                     | 0                     | 4     | 0     |
| F. C. Barcelona Atlètic · España | 1.ª F         | 2022-23       | 12    | 1     | ―                | ―                | ―                     | ―                     | 12    | 1     |
| F. C. Barcelona Atlètic · España | Total club    | Total club    | 59    | 2     | 0                | 0                | 0                     | 0                     | 59    | 2     |
| C. D. Mirandés · España          | 2.ª           | 2022-23       | 15    | 0     | ―                | ―                | ―                     | ―                     | 15    | 0     |
| C. D. Mirandés · España          | 2.ª           | 2023-24       | 41    | 1     | 1                | 0                | ―                     | ―                     | 42    | 1     |
| C. D. Mirandés · España          | Total club    | Total club    | 56    | 1     | 1                | 0                | 0                     | 0                     | 57    | 1     |
| Racing Club de Ferrol · España   | 2.ª           | 2024-25       | 40    | 0     | 3                | 0                | ―                     | ―                     | 43    | 0     |
| Racing Club de Ferrol · España   | Total club    | Total club    | 40    | 0     | 3                | 0                | 0                     | 0                     | 43    | 0     |
| Total carrera                    | Total carrera | Total carrera | 157   | 3     | 5                | 0                | 1                     | 0                     | 163   | 3     |